# Siderolamprus bivittatus
Siderolamprus bivittatus — вид веретільницеподібних ящірок родини Diploglossidae. Мешкає в Центральній Америці.

## Поширення і екологія
Siderolamprus bivittatus мешкають на тихоокеанських схилах на заході Центральної Америки, на території Гватемали, Сальвадору, Гондурасу і Нікарагуа. Вони живуть у вологих гірських тропічних лісах, зокрема в соснових лісах, та в сухих тропічних лісах в передгір'ях, серед опалого листя. Зустрічаються на висоті від 990 до 1980 м над рівнем моря.

## Збереження
МСОП класифікує цей вид як такий, що перебуває під загрозою зникнення. Siderolamprus bivittatus загрожує знищення природного середовища.